# Historia Musical
Historia Musical es un álbum recopilatorio de la orquesta de salsa colombiana Niche, publicado el 17 de noviembre de 1987 por el sello discográfico Zeida Records y compuesto por dos discos. El álbum contiene canciones representativas de la primera etapa del Grupo Niche tras nueve años de carrera como "Buenaventura y caney", "Primero y qué", "Cali pachanguero" y "Ana Milé", regrabadas en nuevas versiones con la voces de Tito Gómez y Jairo Varela.

## Lista de canciones

### Disco No. 1
Todas las canciones escritas y compuestas por Jairo Varela. 
| Lado A |                                      |               |          |  |
| N.º    | Título                               | Intérprete(s) | Duración |  |
| 1.     | «Primero y qué» (segunda versión)    | Tito Gómez    | 5:16     |  |
| 2.     | «Digo yo» (segunda versión)          | Tito Gómez    | 4:57     |  |
| 3.     | «Consejo de madre» (segunda versión) | Tito Gómez    | 5:14     |  |
| 4.     | «Cali pachanguero» (segunda versión) | Tito Gómez    | 5:30     |  |

| Lado B |                                          |               |          |  |
| N.º    | Título                                   | Intérprete(s) | Duración |  |
| 1.     | «Corazón sin corazón» (segunda versión)  | Tito Gómez    | 5:57     |  |
| 2.     | «Más duro me da» (segunda versión)       | Tito Gómez    | 5:52     |  |
| 3.     | «Lamento guajiro» (segunda versión)      | Tito Gómez    | 5:08     |  |
| 4.     | «Buenaventura y caney» (segunda versión) | Tito Gómez    | 6:18     |  |

### Disco No. 2
Todas las canciones escritas y compuestas por Jairo Varela. 
| Lado A |                                           |                          |          |  |
| N.º    | Título                                    | Intérprete(s)            | Duración |  |
| 1.     | «Perder para amar» (segunda versión)      | Jairo Varela, Tito Gómez | 4:48     |  |
| 2.     | «Interés, cuánto valés» (segunda versión) | Tito Gómez               | 4:55     |  |
| 3.     | «Rosa» (segunda versión)                  | Tito Gómez               | 6:33     |  |
| 4.     | «Ana Milé» (segunda versión)              | Jairo Varela             | 5:30     |  |

| Lado B |                                        |               |          |  |
| N.º    | Título                                 | Intérprete(s) | Duración |  |
| 1.     | «La negra no quiere» (segunda versión) | Tito Gómez    | 5:15     |  |
| 2.     | «Solo un cariño» (segunda versión)     | Tito Gómez    | 5:22     |  |
| 3.     | «Bonitas y hermosas» (segunda versión) | Tito Gómez    | 5:09     |  |
| 4.     | «El coco» (segunda versión)            | Tito Gómez    | 4:41     |  |

## Créditos

### Músicos
- Bajo: Francisco García
- Bongó: Alejandro Longa
- Cantantes: Tito Gómez, Jairo Varela
- Coros: Tito Gómez, César Monges, Jairo Varela
- Congas: Myke Potes
- Piano: Álvaro Cabarcas
- Timbal: Alfredo "Pichirilo" Longa
- Tres: Ostwal Serna
- Trombón 1: César Monges
- Trombón 2: Andrés Viáfara
- Trompeta 1: Fabio Espinosa Jr.
- Trompeta 2: Oswaldo Ospino

### Producción
- Arreglos y dirección musical: Jairo Varela
- Mezcla y transcripción: César Monges
- Grabación: Tito López